# 55 Ursae Majoris
55 Ursae Majoris (55 UMa / HD 98353 / HR 4380) es un sistema estelar en la constelación de la Osa Mayor.
Se encuentra a 200 años luz del sistema solar.
Las dos componentes principales del sistema son estrellas blancas de la secuencia principal de tipo espectral A3V.
Con magnitudes aparentes +5,3 y +5,9, son semejantes a Denébola (β Leonis) o Megrez (δ Ursae Majoris), esta última también en la Osa Mayor. Al igual que el Sol, son estrellas de la secuencia principal pero considerablemente más calientes y luminosas que éste. La luminosidad conjunta del sistema, en el espectro visible, equivale a 31 veces la luminosidad solar.
La masa de cada una de las estrellas es 2,4 veces mayor que la masa solar y el período orbital del sistema es de 1860 días.
A su vez, una de las estrellas es una binaria espectroscópica, por lo que 55 Ursae Majoris es un sistema triple. La compañera que completa el sistema es también una estrella blanca de la secuencia principal, aunque de tipo A7V, con una masa estimada de 1,9 masas solares. La separación media entre las componentes de este subsistema es de ~ 0,06 UA.
A diferencia de otras estrellas como Vega (α Lyrae), el sistema 55 Ursae Majoris no presenta exceso en el infrarrojo —ni a 24 ni a 70 μm— que indique la presencia de un disco de polvo circunestelar.